# Kronos

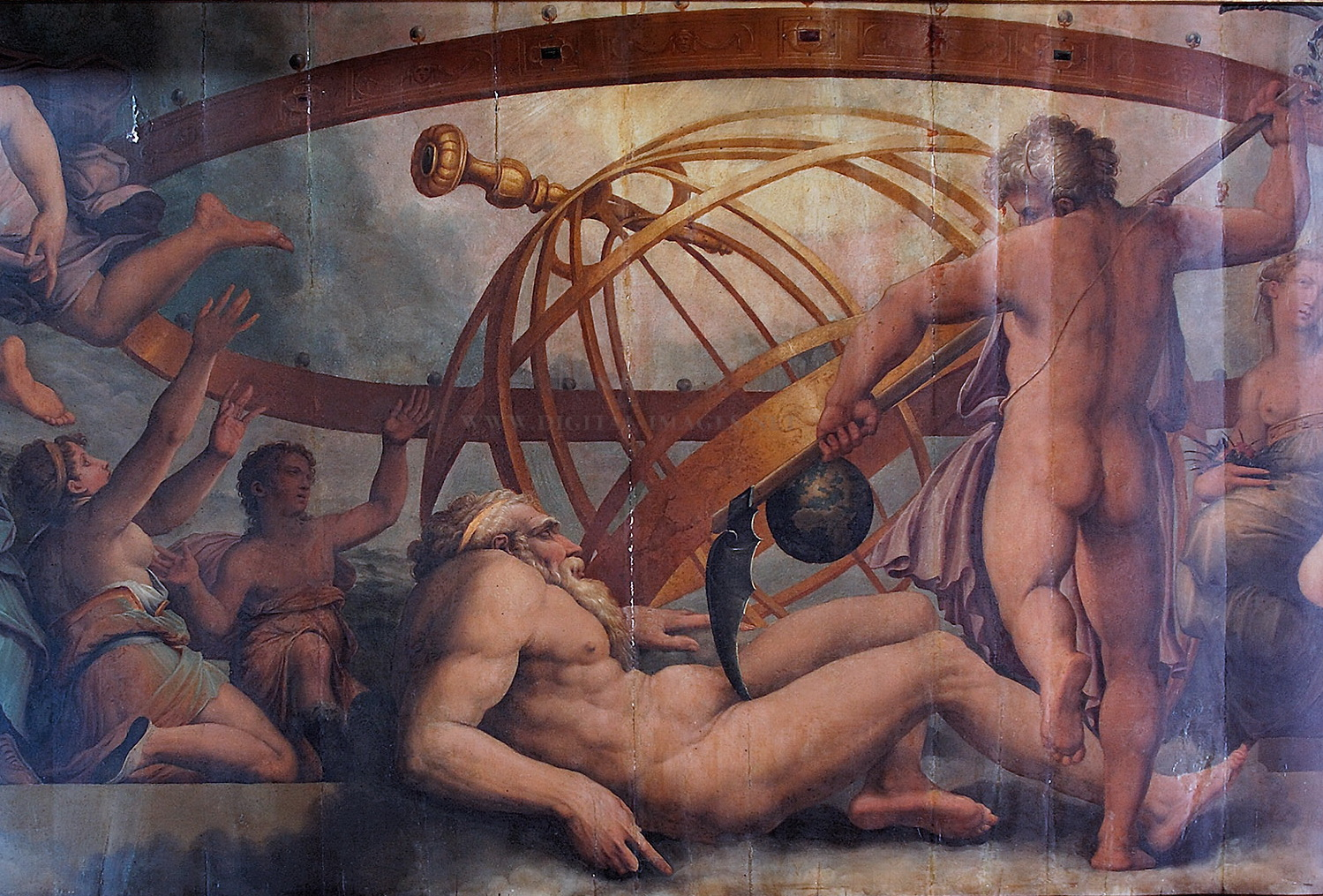
Kronos kastrerar sin far Uranos. Målning av Giorgio Vasari.

Kronos (grekiska: Κρόνος) var i grekisk mytologi den yngste av de ursprungliga titanerna. Han var son till Uranos (symbol för himlen) och Gaia (symbol för jorden). Han kastrerade sin far, åt upp sina barn och fungerade hos grekerna som en skördegud. Kronos motsvaras inom romersk mytologi av Saturnus.

## Biografi

### Nedgången av Uranos
Hesiodos skrev i sin Theogoni att Kronos var avundsjuk på sin fars allmakt. Uranos skaffade sig sin hustrus fiendskap, när han gömde de yngsta av Gaias barn – den hundrahänte Hekatonchires och enögde Kyklopes, båda två av jätteformat – i Tartaros, för att de skulle hållas i mörker. Gaia skapade då, enligt Hesiodos, en gigantisk stenskära (enligt andra källor en lie) och samlade Kronos och hans bröder för att försöka förmå dem att kastrera sin far.

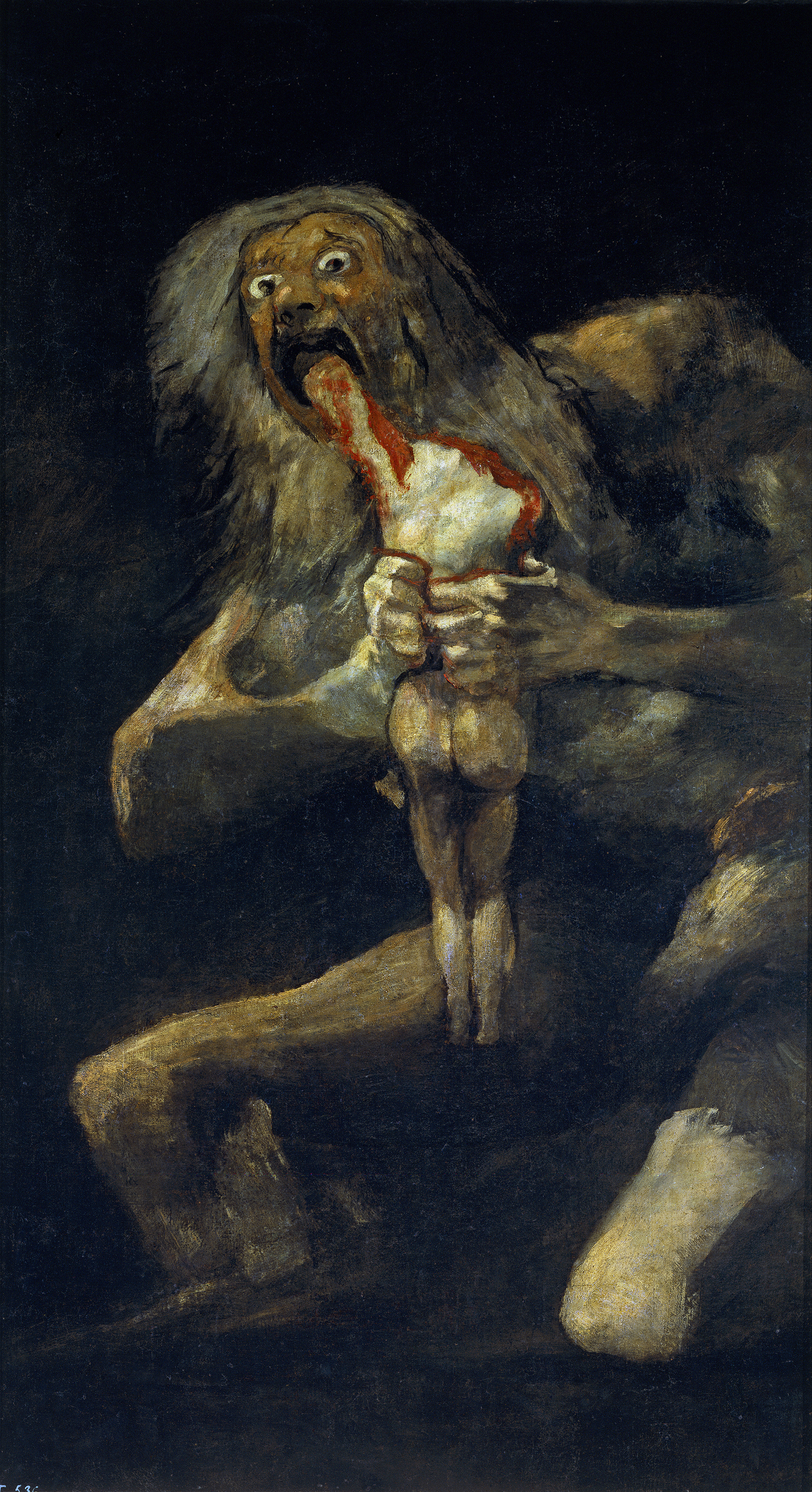
Saturnus slukar sin son av Francisco de Goya.

Kronos var den ende som var villig att genomföra dådet. Gaia gav honom skäran och placerade honom i ett gömsle. När Gaia och Uranos sedan hade ett möte, attackerade Kronos honom med skäran, kastrerade honom och kastade testiklarna ut i havet. Blodet som forsade ut föll till jorden ledde till skapandet av giganterna, hämndgudinnorna erinyer och asknymferna (meliai). Testiklarna gav ifrån sig ett vitt skum, ur vilket gudinnan Afrodite trädde fram. Kastrationen gjorde slut på Uranos makt.
Kronos var den som angav det eviga tema av fejder och skulder som löper genom hela den grekiska mytologin, genom att han kastrerade sin far för att tränga undan honom från makten.

### Familj och familjefejden
Kronos hustru var systern Rhea. Med henne fick han döttrarna Hera, Demeter och Hestia, samt sönerna Hades, Poseidon och världsalltets härskare Zeus. Han hade för vana att äta upp sina barn när de hade fötts, eftersom ett orakel förutspått att en av dem skulle ta makten från honom. Zeus undkom dock genom att Rhea gav Kronos en sten att äta istället för Zeus. Stenen smorde hon in med honung och grädde för att den lättare skulle slinka ner (se även Abadir). Senare i livet tvingade dock Zeus Kronos att spy upp alla dem han ätit.

## Symbolik och motsvarigheter
Kronos är tidens och åkerbrukets gud och avbildas oftast med en skära. Han benämns av Homeros som "den listige". 
Romarnas Saturnus identifierades med den grekiske Kronos.
Kronos sammanblandas ibland med personifieringen av tiden – Chronos.